# Марія Магдалина
Марія Магдалина (івр. מרים המגדלית; грец. Μαρία ἡ Μαγδαληνή, лат. Maria Magdalena) — послідовниця Ісуса Христа, християнська свята, мироносиця, яка, згідно з Євангелієм, слідувала за Христом, була присутня при його Розп'ятті й була першою з людей, що удостоїлася явлення Воскреслого Ісуса.
У православній і католицькій церквах шанування Марії Магдалини різниться: в православ'ї вона шанується згідно з євангельським текстом — виключно як мироносиця, визволена від семи бісів, а в католицькій традиції довгий час було прийнято ототожнювати з нею образи блудниці, котра покаялася та Марії з Віфанії, сестри Лазаря, а також додавати великий легендарний матеріал.

## Євангельські свідчення
Марія походила з галілейського міста Магдала в коліні Іссахарового племені, поблизу Капернаума.
У Новому Завіті ім'я Марії Магдалини згадується лише в декількох епізодах:
1. Вона була зцілена Ісусом Христом від одержимості сімома бісами (Лк. 8:2; Мк. 16:9);
2. Потім стала слідувати за Христом разом з іншими жінками, служачи Йому з майна свого (Мк. 15:40-41, Лк. 8:3);
3. Потім була присутня на Голгофі та при смерті Ісуса (Мф. 27:56 та ін.);
4. Після чого була свідком його поховання (Мф. 27:61 та ін.);
5. А також стала однією з жінок-мироносиць, яких ангел сповістив про Воскресіння (Мф. 28:1; Мк. 16:1-8);
6. Вона перша побачила воскреслого Ісуса, спочатку прийняла його за садівника, але впізнавши, кинулася до нього доторкнутися. Христос не дозволив їй це, але натомість доручив сповістити апостолам про Своє Воскресіння (Ів. 20:11-18).

## Біографія

### Ім'я
Її особисте ім'я «Марія» — єврейського походження, вельми поширене і кілька разів зустрічається в Новому Завіті (див. Євангельські Марії).
Прізвисько «Магдалина» (івр. מרים המגדלית‎; грец. Μαρία ἡ Μαγδαληνή) вважається географічним і традиційно розшифровується як «уродженка міста Мигдал-Ель».
Буквальне значення цього топоніма — «вежа» (івр. Migdal і арам. Magdala). Оскільки вежа є феодальним, лицарським символом, у Середні віки цей благородний відтінок сенсу був перенесений на особистість Марії і їй були додані аристократичні риси.
У незнайомих з івритом і давньогрецькою мовою середньовічних письменників етимології найчастіше фантастичні: «Магдалина» може інтерпретуватися як «постійно обвинувачена» (лат. Manens rea) тощо.
Ім'я Магдалина пізніше в різних формах (Мадлен, Маддалена тощо) стало популярним у Європі.

### Зцілення
В Євангелії нічого не сказано про її юні роки. Після того, як Ісус вигнав з Марії сім бісів, вона стала його вірною послідовницею. Марія Магдалина ніде в Новому Завіті не названа ані блудницею, ані грішницею, незважаючи на популярні зображення її такою.
|                                                                  | Марію ідентифікували не за іменем чоловіка чи батька, це саме собою є красномовним. У ті часи іменем рідного міста називали тільки впливових і важливих людей. Це була незалежна жінка, вона мала кошти й сама розпоряджалася своїм часом. |
| — Клер Пфанн, історикиня з Університету Святої Землі в Єрусалимі | |

«Очевидно, її життя драматичним чином змінилося, вона була зцілена від якоїсь недуги чи травми після зустрічі з вчителем і цілителем Ісусом із Назарету», — пояснює К.Пфанн. На думку історикині, згадані Євангелистом Лукою «сім бісів», від яких Христос звільнив Марію, можуть бути також якимось нервовим захворюванням. Можливо, йдеться про реальні злі духи чи одержимість.

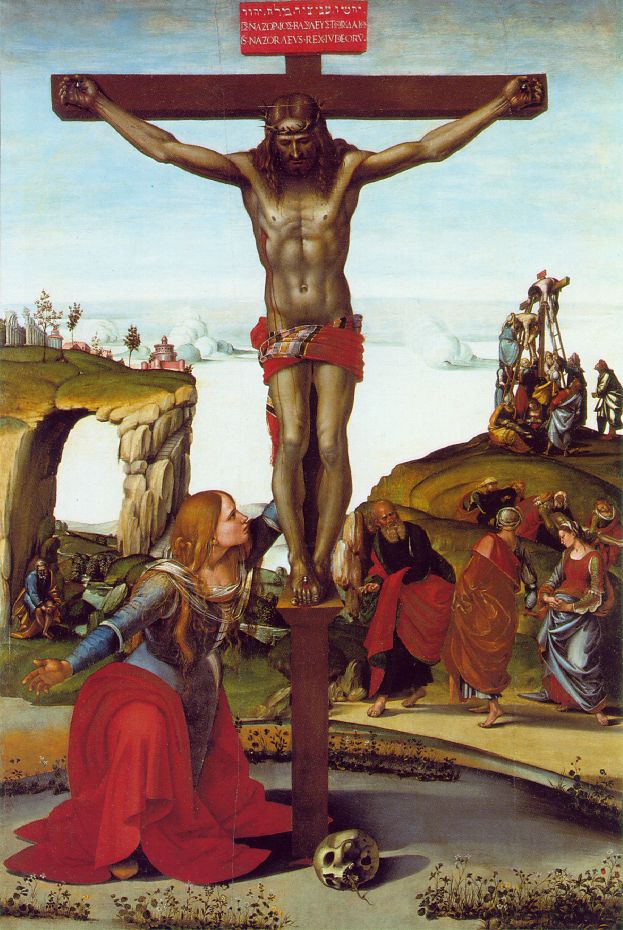
Розп'яття зі Св. Марією Магдалиною. Лука Сіньйореллі, Галерея Уффіці (1502)

Згідно з традицією церкви, на Заході Марія Магдалина вважалася цілі століття тією самою особою, що і Марія, сестра Лазаря і Марти. Ця традиція походить від Святителя Григорія Великого.
Марія Магдалина була вірна Христові не тільки в хвилини його слави, але й у момент найбільшого приниження на Голгофі. Вона єдина не залишила його, коли він був узятий під варту. Страх, який спонукав до зречення апостола Петра і змусив тікати всіх інших його учнів, в душі Марії Магдалини був переможений любов'ю. Вона була присутня на суді над Ісусом; вона чула, як Понтій Пілат виголошував смертний вирок; вона бачила, як натовп бив і знущався над Ним.
Під час розп'яття, Марія стояла біля Хреста разом із Пресвятою Богородицею, щоб підтримати його, переживаючи страждання Спасителя і розділяючи велику біду Богоматері. Коли римлянин доклав кінець гострого списа до серця Ісуса, що вже зупинилось, біль одночасно пронизав і серце Марії.

### Воскресіння
Після того, як Ісуса поховали в печері, недільного дня Марія разом із іншими жінками пішла до гробу Спасителя, щоби віддати останню шану тілу Спасителя, намастивши його тіло, за звичаєм, пахучим миром (див.) Марія так тужила за Вчителем, що прийшла до гробу раніше за всіх — ще вночі, коли було ще темно. Раптом вона побачила, що камінь від гробу відвалений. Зі сльозами Марія побігла до Петра та Іоанна і каже їм: «Забрали Господа з гробу, і не знаємо, де поклали Його». Вони відразу ж пішли за нею і, прийшовши до печери, побачили лише пелени і лляний плат, яким була обв'язана голова Ісуса, що лежав ретельно згорнутий, не з плащаницею, а на іншому місці. «Вони ще не розуміли з Писання, що Він має воскреснути з мертвих» (Ів.20: 1-10).

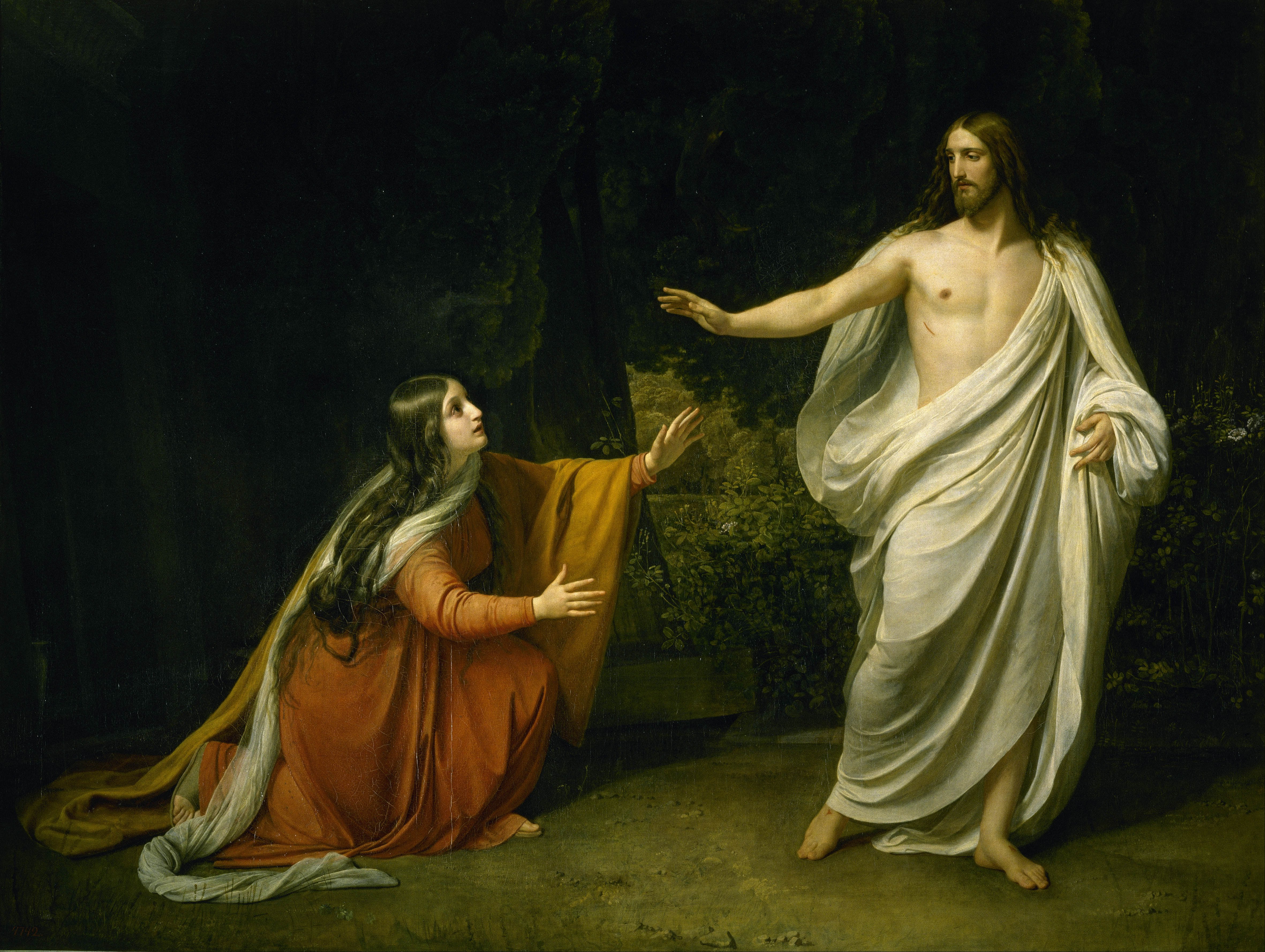
Явлення воскреслого Христа Марії Магдалині. Іванов О.А., Державний Російський музей (1835)

Зберігаючи глибоке мовчання, Петро з Іваном повернулися до себе, а Марія Магдалина, змучена незнанням і сумом, стояла біля труни і плакала. Раптом, зазирнувши в гробницю вона побачила на плиті, де лежало тіло Ісуса, двох Янголів в білому вбранні. «Жінка, чому ти плачеш?» — запитують вони.
«Забрали Господа мого, і не знаю, де поклали Його», — казавши оце, Марія обернулась назад, і бачить Ісуса, що стояв, але не впізнала його.
«Жінко, чому ти плачеш? — каже їй Ісус. — Кого шукаєш?». Вона, думаючи, що це садівник, говорить до нього: «Пане! Якщо ти виніс Його, скажи мені, де ти поклав Його, і я візьму Його».
«Марія!» — раптом почула вона знайомий, дорогий їй голос. «Учителю» — вигукнула вона своєю природною арамейською мовою і кинулася до ніг.

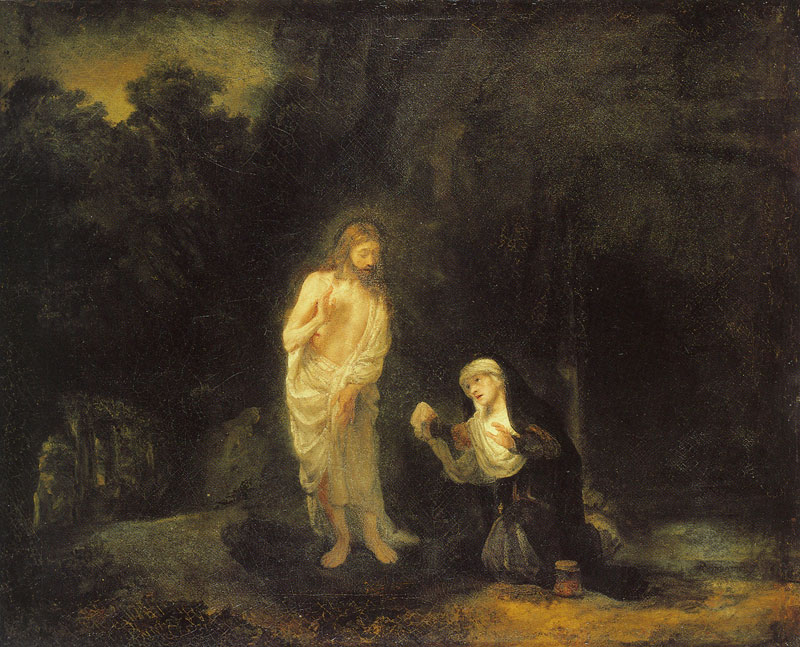
Явлення Христа Марії Магдалині «Noli me tangere». Рембрандт ван Рейн, музей герцога Антона Ульріха (1651)

Але Ісус сказав їй: «Не торкайся до Мене, бо Я ще не зійшов до Отця; а йди до братів Моїх та їм: Я йду до Свого Отця й Отця вашого, і до Бога Мого й Бога вашого». Сяючи щастям, відроджена до нового життя, Марія Магдалина помчала до учнів.

## Святе Передання

### Міссіонерство
По Вознесінні Христовім, Марія Магдалина перебувала з Матір'ю Божою й апостолами в Єрусалимі. Коли ж апостоли розійшлися проповідувати в усі кінці світу, разом із ними пішла й Марія Магдалина. Зберігаючи у своєму серці, палаючому божественною любов'ю, кожне слово Спасителя, Марія залишила рідний край і вирушила з проповіддю в язичницький Рим. І всюди вона сповіщала людям про Христа та Його вчення. А коли багато хто не вірив, що Христос воскрес, вона повторювала їм те саме, що сказала в світлий ранок Воскресіння апостолам: «Я бачила Господа! Він говорив зі мною». З цією проповіддю вона обійшла всю Італію.

#### Імператор Тиберій та червоне яйце
Передання каже, що в Італії Марія Магдалина прийшла до імператора Тиберія (14-37 рр.). Вона розповіла йому про життя, чудеса й учення Христа, про Його неправедне засудження юдеями, про малодушність Пілата. Імператор засумнівався в диві Воскресіння й попросив доказів. Тоді вона взяла яйце і, подаючи його імператору, промовила: «Христос Воскрес!» При цих словах біле яйце в руках імператора стало яскраво-червоним.
Яйце символізує зародження нового життя і виражає нашу віру в прийдешнє загальне Воскресіння. Завдяки Марії Магдалині звичай дарувати один одному Великодні яйця в день світлого Христового Воскресіння поширився між християнами всього світу. В одному древньому рукописному грецькому манускрипті, написаному на пергаменті, що зберігається в бібліотеці монастиря святої Анастасії поблизу Солуня, поміщена молитва, що читається в день Святої Пасхи на освячення яєць та сиру, в якій вказується, що ігумен, роздаючи освячені яйця, говорить братії: «Так ми прийняли від святих отців, які зберегли цей звичай від самих часів апостольських, бо свята рівноапостольна Марія Магдалина перша показала віруючим приклад цього радісного жертвопринесення».
Марія Магдалина продовжувала своє благовістя в Італії і в самому місті Римі до прибуття туди апостола Павла і ще два роки після відбуття його з Риму, після першого суду над ним. Очевидно, саме її має на увазі святий апостол в своєму Посланні до Римлян (Рим. 16:6), коли згадує Марію (Маріам), яка «багато працювала для нас».

#### Допомога Івану Богослову
Марія Магдалина беззавітно служила Церкві, наражаючись на небезпеки, розділяючи з апостолами праці проповідництва. З Рима свята, вже в похилому віці, переселилася в Ефес (Мала Азія), де проповідувала і допомагала апостолу Івану Богослову в написанні Євангелія (згідно з переказом, саме з її слів євангелист написав його 20-ту главу). Саме тут вона, за переказами Церкви, завершила свій земний шлях і була похована.
У IX ст. при імператорі Леві VI Філософу (886—912) її нетлінні мощі було перенесено з Ефеса до Константинополя (інші джерела вказують на V ст. як час перенесення мощей). Вважають, що під час хрестових походів мощі були перевезені у Рим, де й перебували у Храмі в ім'я Святого Іоана Латеранського. Папа Римський Гонорій III (1216—1227) освятив цей Храм в ім'я Святої Рівноапостольної Марії Магдалини.
Частина її мощей знаходиться у Франції, в Проважі біля Марселя, де також зведений Храм, посвячений Святій Марії Магдалині. Частини святих мощей рівноапостольної Марії Магдалини зберігаються в різних монастирях Святої Гори Афон і в Єрусалимі.

## Поширені помилкові уявлення

### Блудниця
Усередині самої католицької церкви давно існували різні погляди стосовно цього. А православна церква завжди ставилася до Марії більш прихильно. Однак тепер ця дискусія може остаточно перейти на зовсім інший рівень. Сьогодні вчені готові запропонувати інше трактування образу Марії Магдалини, ґрунтуючись на цілком відчутних доказах.
Річ у тому, що перша згадка про Марію Магдалину у Євангелії йде після розповіді про безіменну грішницю (Лук. 7:36-50). Проте, насправді, немає жодних реальних підстав ототожнювати її з Магдалиною. Міжнародна біблійна енциклопедія стверджує, що «ідентифікація Марії Магдалини з грішницею, поза всяких сумнівів, неможлива для того, хто уважно стежить за оповіданням і не упускає деталей».
Католицька церква стала негативно ставитися до Марії Магдалині в VI столітті з легкої руки Папи Римського Григорія I, також відомого як Григорій Великий. Саме він, підкреслюють учені, й вирішив, що слід асоціювати неназвану грішницю в Євангелії від Луки (згадану перед тим, як в оповіданні з'являється Марія), власне, із самою Марією. Це трактування залишалося офіційним майже півтори тисячі років — до 1969 року, коли Ватикан визнав, що ніде в Євангелії немає прямої вказівки на те, що грішницею була саме Марія Магдалина. Але це був лише перший крок до відбілення чесного імені жінки, яка була чи не найбільш відданою ученицею Христа.
Марія була жінкою досить високого походження, підтримувала Ісуса нарівні з іншими його учнями й залишалася вірною йому до кінця, тоді як деякі з апостолів відреклися від нього або боязко ховалися збоку, стверджують дослідники. Дженніфер Рістін з Історичного інституту Магдали вважає: Марія критично важливий персонаж у Новому Заповіті й несе фундаментальне послання про справжню природу християнства. Історія Марії може мати більше значення для наших сучасних жінок, вважає вона, оскільки показує: жінка може бути настільки сильною, що її історія проб'ється крізь століття брехні.
«Важливо розуміти, що вона зіграла велику роль в історії Ісуса, яка творилася за часів, коли на жінок звертали мало уваги, не зважали на їхню думку», — підкреслює Рістін. Про це, зокрема, говорить Євангеліє від Марії, ранній християнський текст-апокриф (тобто офіційно не визнаний церквою). Він показує її як жінку-візіонера, що отримала від Христа таємне одкровення і знання. Церква досі не визнає апокрифів, але для вчених вони є часто не менш, а то і більш достовірними свідченнями свого часу, ніж схвалені церквою тексти. Їхнє ретельне вивчення дозволяє зробити несподівані висновки.
|                                                            | Марія Магдалина була жінкою високого соціального статусу, мала власні кошти, які витрачала на те, щоб підтримувати справу Христа. |
| — Дженніфер Рістін, директор Історичного інституту Магдали | |

На думку Клер Пфанн, історика з Університету Святої Землі в Єрусалимі, якщо ретельно і неупереджено проаналізувати всі наявні згадки про Марію, то вона постає в зовсім іншому світлі. Пройде чимало часу, перш ніж серйозна наука зможе достукатися до обивателів, які звикли мислити стереотипами. І міф про «блудницю Магдалину» нескоро буде остаточно зруйновано, констатує дослідник.

## Теорії

### Дружина Ісуса Христа
Історики релігії і богослови ведуть безперервний диспут про те, чи був Ісус одружений з Марією Магдалиною. Суперечка вчених потрапила в белетристику і на екран — згадати хоча б нашумілий «Код да Вінчі» Дена Брауна. Тим часом, цій дискусії стільки ж років, скільки й самому християнству. Що переконливо доводить напис на одному коптському папірусі.
Професор Гарвардської школи богослів'я Карен Кінг (Karen King) в діалозі Ісуса Христа з апостолами виявила документальну згадку про його дружину. «І сказав їм Ісус: моя дружина»,  — йдеться в невеликому фрагменті коптського папірусу, датованого IV століттям нашої ери. Повідомлення про це було зроблено в доповіді на Х Міжнародному конгресі коптських досліджень в Римі.
Папірус розмірами приблизно 3,8 на 7,6 сантиметра належить приватному колекціонерові. З одного боку на ньому містяться вісім неповних рядків, написаних від руки, а на іншій стороні збереглися лише три слова і окремі знаки. Походження папірусу невідоме, проте судячи з того, що текст написаний коптською мовою, яким користувалися перші християни, швидше за все, його знайшли в Єгипті. Хоча не виключено, що спочатку зняли копію з невідомого давньогрецького оригіналу, написаного в другій половині II століття, оскільки він збігається з недавно дослідженими апокрифічними євангеліями від Фоми, Марії і від Філіпа.
Як би там не було насправді, але факт чи припущення наявності в Ісуса Христа дружини чи нащадків ніяк не заперечує Святість і Чесноти Марії Магдалини[джерело?] чи Божественну Суть Ісуса Христа[джерело?], але лише доповнює його як Боголюдину. Також ця Теорія ніяк не протирічить Християнським Догматам[джерело?].

## У масовій культурі

### Кінематограф
«Марія Магдалина» (англ. Mary Magdalene, 2018) — біблійний драматичний фільм режисера Гарта Девіса, за сценарієм Гелен Едмундсон і Філіппи Гослетт. За сценарієм, юна дівчина покидає своє маленьке рибальське село і сім'ю, сповнену традицій, щоб приєднатися до абсолютно нового соціального руху. Його лідером є харизматичний чоловік на ім'я Ісус з Назарета (Хоакін Фенікс), який обіцяє, що світ зміниться. Рідні абсолютно не розуміють Марію (Руні Мара), вважаючи, що вона ганьбить їхній рід, і в неї вселилися біси. Марія ж шукає новий життєвий шлях для себе. Багато хто вже знає про групу Ісуса, і влада Римської імперії абсолютно не схвалює їх діяльність. Фільм розповідає про драматичну долю жінки, яка до останніх хвилин була поруч зі своїм наставником і однією з перших дізналася про воскресіння Ісуса. Виробник: Universal Pictures (у співпраці з кінокомпаніями See-Saw Films, Film4, Perfect World Pictures та ін.).

## Покровителька
- Португалія:
  - муніципалітети: Мадалена, Санту-Тірсу
  - парафії: Агадан
- Костел святої Марії Магдалини (Львів)
- Костел святої Марії Магдалини (Шманьківці)